# Philipp Amthor

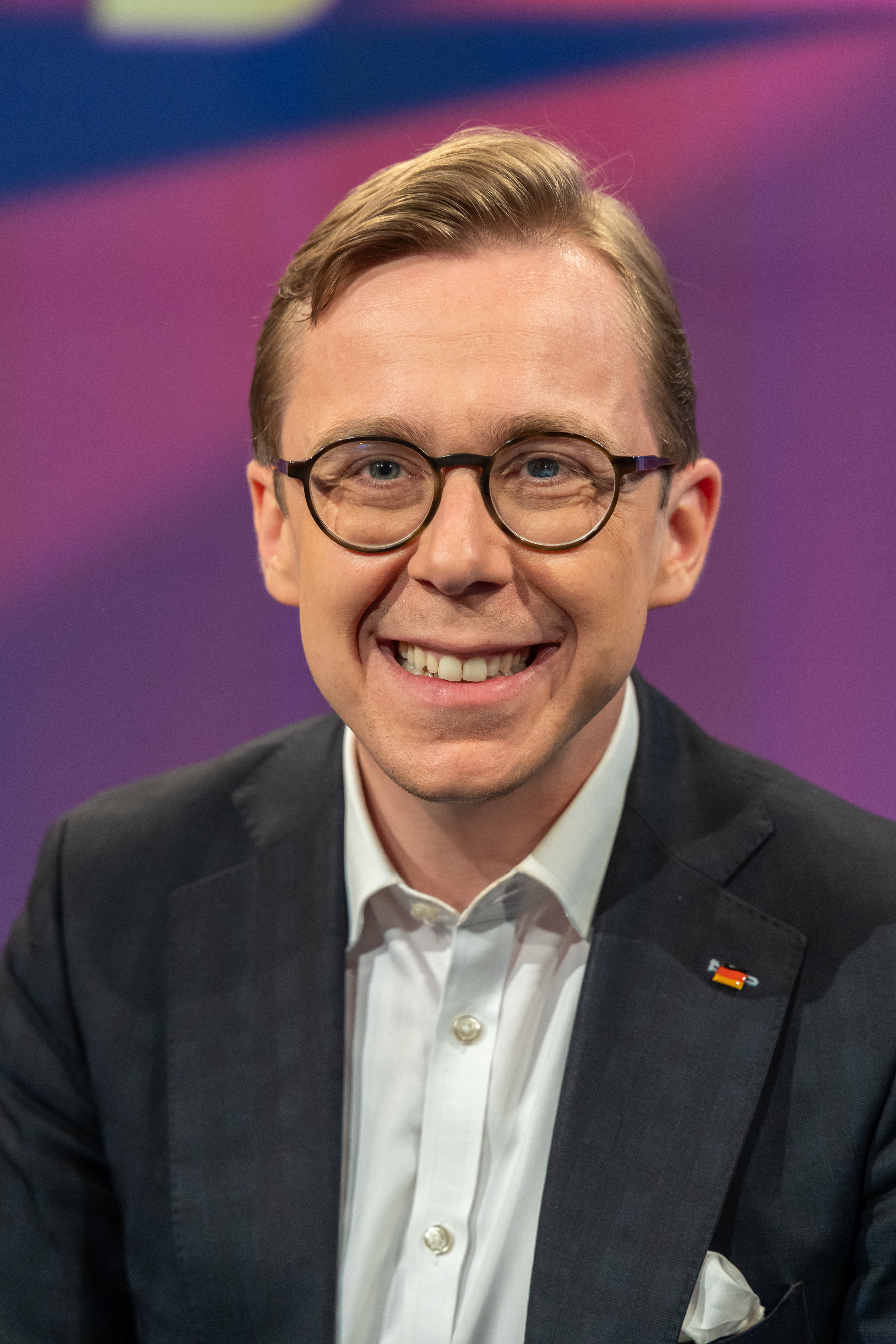
Philipp Amthor (2025)

Philipp Amthor (* 10. November 1992 in Ueckermünde) ist ein deutscher Politiker (CDU). Er ist seit 2017 Mitglied des Deutschen Bundestages und seit 2025 Parlamentarischer Staatssekretär beim Bundesminister für Digitales und Staatsmodernisierung. Zudem ist er seit 2024 Mitgliederbeauftragter im Bundesvorstand der CDU. Von April 2024 bis Mai 2025 war er Generalsekretär der CDU Mecklenburg-Vorpommern.

## Leben und Beruf
Philipp Amthor wuchs in Torgelow bei seiner alleinerziehenden Mutter auf, einer gelernten Werkzeugmacherin, die als Coach in einem Callcenter tätig war. Sein Vater, ein Soldat, verließ die Familie früh. In seiner Kindheit verbrachte Amthor viel Zeit bei den Großeltern.
Im Jahr 2011 erwarb Amthor am Greifen-Gymnasium Ueckermünde das Abitur. Von 2012 bis 2017 studierte er Rechtswissenschaft an der Ernst-Moritz-Arndt-Universität Greifswald, unterstützt von einem Stipendium der Konrad-Adenauer-Stiftung. Er schloss 2017 die Erste Juristische Prüfung ab. Während seines Studiums war er als Mitarbeiter von Landtags- und Bundestagsabgeordneten tätig. Er war 2017 als wissenschaftlicher Mitarbeiter an seiner ehemaligen Universität tätig sowie bis 2020 neben der Abgeordnetentätigkeit bei der Wirtschaftskanzlei White & Case angestellt. 2019 äußerte Amthor, dass er an einer juristischen Dissertation arbeite.
Im Sommer 2018 legte Amthor die Jägerprüfung ab. Im Dezember 2019 trat er mit seiner Taufe der römisch-katholischen Kirche bei.

## Politische Tätigkeiten

### Parteipolitik
Im Jahr 2008 wurde Amthor Mitglied der CDU und der Jungen Union. Ab 2010 gehörte er dem Landesvorstand der Jungen Union Mecklenburg-Vorpommern an. Von 2012 bis 2018 war Amthor Kreisvorsitzender der Jungen Union Vorpommern-Greifswald. Von 2017 bis 2022 war er Vorsitzender des CDU-Stadtverbandes Ueckermünde.
Am 14. Mai 2022 wurde Amthor als Nachfolger von Franz-Robert Liskow zum Vorsitzenden des CDU-Kreisverbandes Vorpommern-Greifswald gewählt. Auf dem Landesparteitag am 13. April 2024 wurde er zum Generalsekretär der CDU Mecklenburg-Vorpommern gewählt. Seit Mai 2024 ist er als Mitgliederbeauftragter Mitglied im Bundesvorstand der CDU. Nach seiner Ernennung zum Parlamentarischen Staatssekretär gab er im Mai 2025 das Amt des Generalsekretärs der CDU Mecklenburg-Vorpommern auf.

### Bundestagsmandat

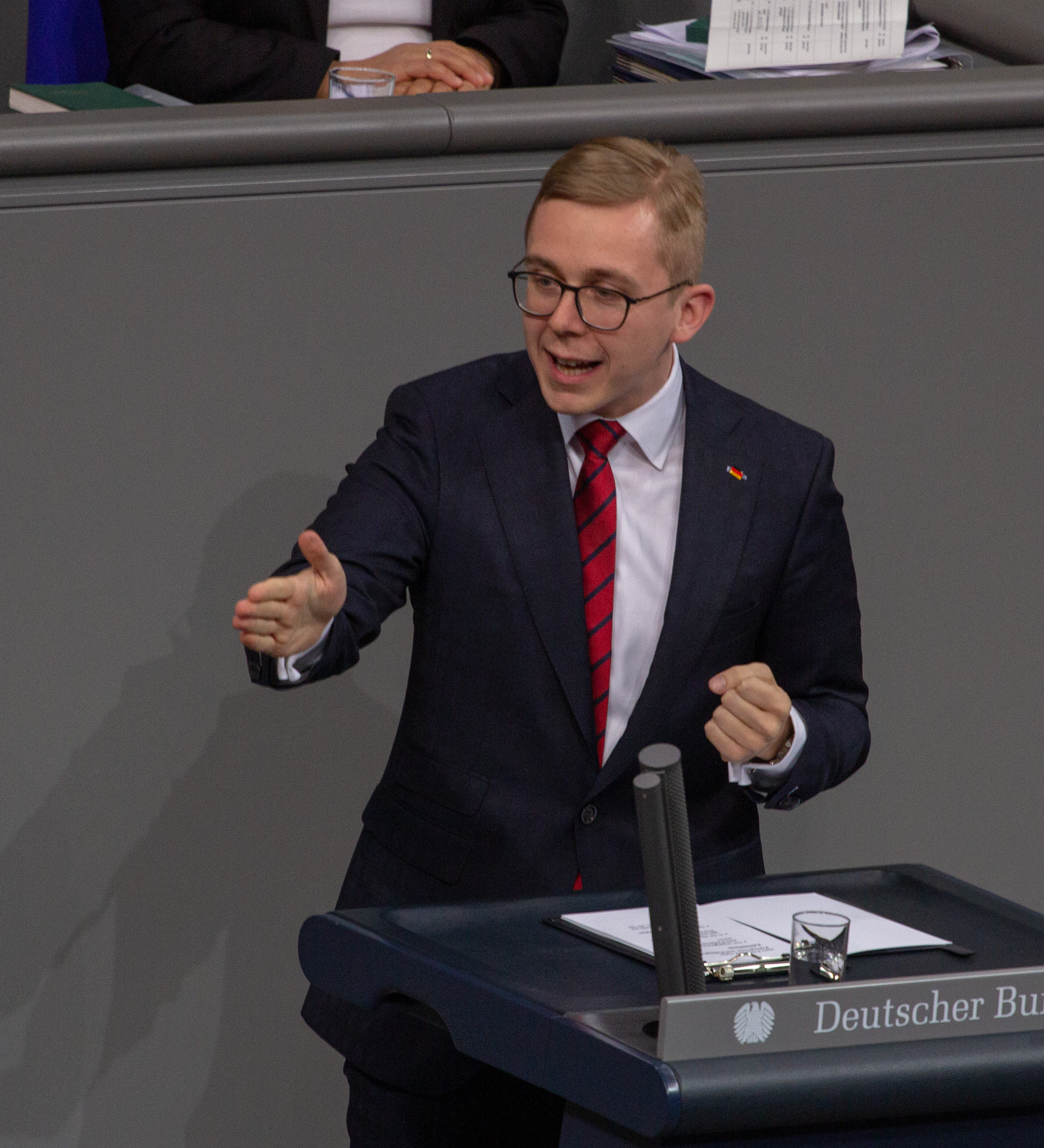
Philipp Amthor im Deutschen Bundestag, 2019

Bei der Bundestagswahl 2017 kandidierte Amthor im Wahlkreis Mecklenburgische Seenplatte I – Vorpommern-Greifswald II und auf Platz 6 der Landesliste der CDU Mecklenburg-Vorpommern. Er erhielt 31,2 Prozent der Erststimmen und gewann das Direktmandat. In der 19. Wahlperiode war er der zweitjüngste Abgeordnete des Deutschen Bundestages und der jüngste, der einen Wahlkreis gewonnen hatte. Amthor war Mitglied des Innen- und des Europaausschusses sowie stellvertretendes Mitglied des Ausschusses für Recht und Verbraucherschutz.
Von 2018 bis 2022 gehörte er als Schatzmeister dem Bundesvorstand der Jungen Union an. Ebenfalls ist er seit 2018 Schatzmeister im Vorstand des Parlamentskreises Mittelstand der CDU/CSU-Bundestagsfraktion. Er ist Mitglied im Bundesarbeitskreis Christlich-Demokratischer Juristen. Seit 2019 ist er Vorsitzender der Jungen Gruppe und stellvertretender Vorsitzender der Gruppe der Vertriebenen. Zudem kandidierte er im Wahlbereich 9, Ueckermünde, Amt Am Stettiner Haff, auf Listenplatz eins für den Kreistag Vorpommern-Greifswald und ist seit 2019 dessen ehrenamtliches Mitglied. Amthor ist ferner Mitglied im Landesvorstand der Mittelstands-Union Mecklenburg-Vorpommern sowie Mitglied im Bundesvorstand der Ost- und Mitteldeutschen Vereinigung der CDU. Bis Juni 2020 war Amthor Mitglied im 1. Untersuchungsausschuss der 19. Wahlperiode des Deutschen Bundestages.
Seit 2021 ist Amthor Mitglied der Fachkommission Moderner Staat der CDU-Grundsatzprogrammkommission. Im März 2021 wurde Amthor auf Listenplatz eins der CDU Mecklenburg-Vorpommern für die Bundestagswahl 2021 gewählt. Er trat wie schon bei der Wahl 2017 im Bundestagswahlkreis Mecklenburgische Seenplatte I – Vorpommern-Greifswald II an. Im Wahlkampft sorgte ein Foto Amthors für Aufsehen, das ihn während des Pferdefestivals am Stettiner Haff mit zwei Männern, von denen einer ein T-Shirt mit der Aufschrift „Solidarität mit Ursula Haverbeck“ trug, zeigt. Über Instagram entschuldigte sich Amthor, dass er nicht für das Foto posiert hätte, wenn er die Aufschrift zur Holocaustleugnerin bemerkt hätte. Amthor erreichte in seinem Wahlkreis 20,7 % der Erststimmen und verfehlte damit das Direktmandat; er zog über die CDU-Landesliste in den 20. Deutschen Bundestag ein.
Innerhalb der CDU/CSU-Bundestagsfraktion bekleidete Amthor das Amt des Fachsprechers für Staatsorganisation und Staatsmodernisierung und war Vorsitzender der Landesgruppe Mecklenburg-Vorpommern sowie Mitglied des Fraktionsvorstandes. Er war bis 2025  ordentliches Mitglied des Ausschusses für Inneres und Heimat und stellvertretendes Mitglied im Gemeinsamen Ausschuss, Ausschuss für Wahlprüfung, Immunität und Geschäftsordnung sowie im Rechtsausschuss.
Amthor wurde im Oktober 2024 von seinem Kreisverband mit 95 Prozent der Stimmen als Direktkandidat für den Wahlkreis 16 zur Wahl zum 21. Deutschen Bundestag aufgestellt. Er wurde mit 19,9 Prozent der Erststimmen nur Zweiter im Wahlkreis und zog über die Landesliste seiner Partei in den 21. Deutschen Bundestag ein.

### Parlamentarischer Staatssekretär
Bereits während der Koalitionsverhandlungen zwischen der CDU/CSU und der SPD-Bundestagsfraktion war er der Vorsitzende der CDU-Arbeitsgruppe für Bürokratierückbau, Staatsmodernisierung, moderne Justiz.
Im Zuge der Bildung des Kabinetts Merz wurde er am 6. Mai 2025 zum Parlamentarischen Staatssekretär bei dem Bundesminister für Digitales und Staatsmodernisierung, Karsten Wildberger (CDU), ernannt.

## Politische Positionen
Innerhalb der CDU rechnet sich Amthor selbst dem konservativen Flügel zu. Er positionierte sich gegen Gender-Mainstreaming, Schwangerschaftsabbruch und die Einführung der gleichgeschlechtlichen Ehe. Zudem war er 2016 Mitinitiator des „Konservativen Kreises“ in der CDU Mecklenburg-Vorpommern. Amthor hat sich verschiedentlich eindeutig gegen die AfD positioniert.

## Büroleiter Mitglied in extrem rechter Burschenschaft
2025 recherchierte die Die Tageszeitung, dass Amthors Leiter des Abgeordnetenbüros im Mitgliedsverzeichnis der extrem rechten Burschenschaft „Markomannia Aachen Greifswald“ gelistet war. In der Burschenschaft sind neben Amthors Büroleiter auch Nikolaus Kramer, Vorsitzender der AfD-Landtagsfraktion in Mecklenburg-Vorpommern, und weitere AfD-Lokalpolitiker Mitglieder. 2019 referierte im Haus der Burschenschaft der führende Kader der Identitären Bewegung, Martin Sellner. Laut NDR lud die Burschenschaft im „im Nazi-Duktus“ und „in Anlehnung an den Sprachstil von Neonazis“ zu Ausflügen „in die Ostgebiete“ ein.
Amthor gab zunächst gegenüber der Zeitung an, er wolle die „persönliche Lebensgestaltung“ seines Mitarbeiters nicht kommentieren und verwies auf „Persönlichkeitsrechte“ und den „Schutz“ von Mitarbeitern. Der NDR schrieb wenig später Amthor habe erklärt, er halte es für „völlig inakzeptabel, wenn Gruppierungen offenkundige Rechtsextremisten wie Martin Sellner salonfähig machten“. Der Büroleiter soll eine Austrittserklärung abgegeben haben.

## Tätigkeit für Augustus Intelligence
Ab Juni 2020 berichtete Der Spiegel, dass Amthor ab Mai 2019 beim IT-Unternehmen Augustus Intelligence einen Aufsichtsratsposten innehatte. Er besaß Aktienoptionen (bewertet bis zu 250.000 Dollar) des Unternehmens, ließ sich Reisen nach New York City, Korsika und St. Moritz finanzieren und betrieb für das Unternehmen Lobbyarbeit – dies im Oktober 2018 auch auf offiziellem Briefpapier des Bundestages in einem Schreiben an Bundeswirtschaftsminister Peter Altmaier, das per Informationsfreiheitsgesetz (IFG) öffentlich wurde. In der Folge berichteten weitere deutsche Medien über Amthor. Nachdem Amthor die Nebentätigkeit als eine „nicht-exekutive Funktion, mit der sich kein regelmäßiger Arbeitsaufwand verbindet“, bezeichnete, erklärte er am 12. Juni 2020 „Es war ein Fehler“ und seine Nebentätigkeit für beendet. Ebenso beendete er die Tätigkeit für die Wirtschaftskanzlei White & Case mit einem monatlichen Einkommen von 1000 bis 3500 Euro, um sich „politisch nicht noch angreifbarer zu machen“.
Wegen der gemeinsamen Verbindung Amthors und des im Untersuchungsausschuss des Bundestages zum Terroranschlag in Berlin vom 19. Dezember 2016 zu befragenden Hans-Georg Maaßen zum Unternehmen Augustus Intelligence trat Amthor nach Kritik aus Regierung und Opposition als Ausschuss-Mitglied zurück. Weiterhin zog er am 19. Juni 2020 auch seine Anfang 2020 erklärte Kandidatur für die Nachfolge von Vincent Kokert als Vorsitzenden der CDU Mecklenburg-Vorpommerns zurück. Vertreter von Transparency Deutschland und Lobbycontrol äußerten, dass durch Amthors Verhalten ein fataler „Eindruck der Käuflichkeit“ entstehe, und attestierten diesem „fehlendes Bewusstsein für Interessenkonflikte“.
Die Generalstaatsanwaltschaft Berlin teilte im Juli 2020 unter Bezug auf eine Strafanzeige gegen Amthor wegen Bestechlichkeit eines Mandatsträgers und Annahme geldwerter Zuwendungen mit, dass sich aus ihrer Prüfung kein Anfangsverdacht ergeben habe und deshalb das Verfahren ohne Ermittlungen eingestellt wurde. Auch der Bundestag stellte sein Prüfverfahren im August 2020 ein, da keine Hinweise auf Rechtsverstöße erkannt worden seien. Die Union legte als Konsequenz aus der Affäre einen Gesetzentwurf vor, der Parlamentarier künftig zum Offenlegen von Aktienoptionen als Nebeneinkünfte verpflichtete. 2021 beschlossen Bundestag und Bundesrat mit dem Gesetz zur Einführung eines Lobbyregisters für die Interessenvertretung gegenüber dem Deutschen Bundestag und gegenüber der Bundesregierung die verschärften Transparenzregeln.
Bei den Koalitionsverhandlungen zwischen Union und SPD im Nachgang der Bundestagswahl 2025 warb Amthor für die Streichung des Informationsfreiheitsgesetzes (IFG), das zur Enthüllung der Vorgänge beigetragen hatte.

## Mitgliedschaften
Philipp Amthor ist Mitglied der Atlantik-Brücke, im Landesjagdverband Mecklenburg-Vorpommern, im Ameos-Regionalbeirat Vorpommern, ehrenamtliches Mitglied im Verwaltungsrat der Sparkasse Uecker-Randow, stellvertretendes Kuratoriumsmitglied der Bundeszentrale für politische Bildung, Mitglied in der Europa-Union Deutschland, im Dreikönigsverein Neubrandenburg, im Tierpark Ueckermünde, im Förderverein Schloss und Gutshofanlagen Ludwigsburg (Vorpommern) sowie im Bund der Vertriebenen (BdV). Von 2020 bis 2023 war er als berufenes Mitglied im Diözesanrat im Erzbistum Berlin.